# Offbeat

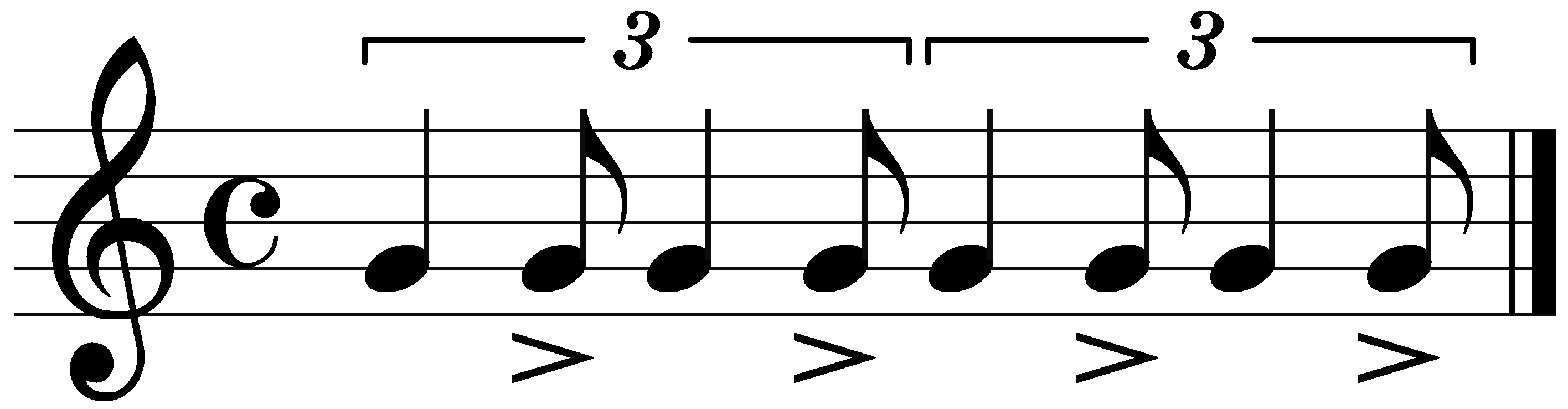
Offbeat-Betonung in einem Shuffle-Rhythmus

Als Offbeat (englisch; auch Off-Beat, deutsch: „weg vom Schlag“) werden in der Musik Positionen zwischen den auch Down-Beats genannten Zählzeiten eines Metrums und vor allem die Betonung dieser Positionen bezeichnet.
Der durchlaufende Beat wird durch melodische Akzente auf den Offbeats (also „vor“ und „hinter“ dem Beat) überlagert. Die durch den Offbeat erzeugten Unterteilungen des rhythmischen Grundrasters ergeben überlagerte polyrhythmische Phrasen. In einem 4/4-Takt wird der Offbeat mit Achtelnoten dargestellt (1 und 2 und 3 und 4 und). In der Regel ist mit dem Begriff „Offbeat“ allerdings nicht nur ein Zeitpunkt zwischen zwei Beats gemeint, sondern ein betonter Ton auf einer solchen Zeit zwischen zwei Beats. Solche Akzente zwischen den Beats wirken oft wie vorgezogene Töne, also wie Vorwegnahmen von später (auf einer starken Zählzeit) erwarteten Betonungen.
Nach Joachim-Ernst Berendt wecken Offbeat-Betonungen beim Hörer das Bedürfnis nach rhythmischer Bewegung, weil das Unterbewusstsein durch eine Bewegung vom vorgezogenen Akzent hin zum unbetonten Beat beide miteinander verbinden will, um so das Auseinanderfallen von Beat und Akzent zu „heilen“. Gemeint ist damit wohl, dass der Offbeat – dem Taktschema „widersprechend“ – in einem Spannungsverhältnis zu dem das Taktschema bestätigenden Beat steht. Diesem Spannungsverhältnis entspringt beziehungsweise entspricht eine musikalisch empfundene Spannung beim Hörer, auf den es eine psychisch anregende Wirkung ausübt. Unstrittig dürfte jedenfalls sein, dass Offbeats belebend wirken.
Der Offbeat, aus schwarzafrikanischer Musiktradition stammend, wurde ursprünglich im afro-amerikanischen Musikgut Nordamerikas, also im Jazz und dessen Vorläufern beobachtet. Hier ist er heute noch eine zum allgegenwärtigen Stilmittel aufgestiegene rhythmische Eigenheit. 
In ethnologischer musikwissenschaftlicher Begriffsbildung bezeichnet der Offbeat alle Schläge auf den Puls, die nicht auf den Hauptakzent kommen (Man spricht auch von „ungeraden Zählzeiten“.). Kommt in einem Stück mit Viererpuls der Hauptakzent alle vier Schläge, sind die anderen drei Pulsationen Offbeats. Im weiteren Verlauf wird der Begriff zusätzlich auf Zeitpunkte erweitert und angewendet, die nicht mehr auf den Pulsen, sondern dazwischen liegen.
Aus dem Jazz ist der Offbeat in andere populäre Musikstile übernommen worden. Typisch sind Offbeats für Ska und Reggae sowie für urtümlichen Punk, kommen allerdings inzwischen in jeder Art von Populärmusik vor. Hingegen ist der Offbeat in der europäischen Kunstmusik praktisch unbekannt. Hier wird ein ähnliches Phänomen eher als Synkope oder synkopierender Rhythmus bezeichnet. Die Synkope darf mit dem Offbeat keinesfalls verwechselt werden. Während der Offbeat den Beat gewissermaßen auflockert und das Metrum unangetastet lässt, liegt bei der Synkope die Tendenz zur Verschleierung bis hin zur vorübergehenden Aufhebung des Metrischen beziehungsweise des Taktschemas vor. 
Dennoch ist die Unterscheidung manchmal schwierig. Ob man es mit einem Offbeat oder mit einer Synkope zu tun hat, lässt sich so feststellen: Im Unterschied zur Synkope ändert der Offbeat seine Wirkung nicht, wenn man den Rhythmus aus „geraden“ Achtelnoten in einen Shuffle verwandelt (oder umgekehrt).